# 윈테라과
윈테라과(wintera科, 학명: Winteraceae 윈테라케아이[*])는 카넬라목의 과이다. 5속 93종의 나무와 관목을 포함한다. 대부분 남반구에 분포하며, 남극 식물군의 특징을 보인다 말레시아, 오세아니아, 마다가스카르 및 남아메리카의 습윤한 온대 및 아열대 지역과 습윤 열대 기후의 고지대에서 발견된다. 화석 기록에 의하면 윈테라과 식물들은 약 2400만년 전에 아프리카 대륙에서 사라졌다. 윈테라과는 남극 식물군의 특징을 보이며, 고대 곤드와나 초대륙 남부에 기원을 둔다.
주요한 종으로 칠레와 아르헨티나의 마젤란 아극림과 발디비아 온대 우림에서 자라는 Drimys winteri 및 "태즈메이니아페퍼"라 불리며 향신료로 쓰이는 오스트레일리아의 Tasmannia lanceolata 등이 있다.

## 하위 분류
- Drimys J.R.Forst. & G.Forst.
- Pseudowintera Dandy
- Takhtajania Baranova & J.-F.Leroy
- Tasmannia R.Br. ex DC.
- Zygogynum Baill.

## 계통 분류
2016년 APG IV 분류 체계에서는 윈테라과를 목련군 카넬라목 아래에 분류하며, 이는 2009년 APG III 분류 체계 및 2003년 APG II 분류 체계의 분류와 동일하다. 그 이전의 1998년 APG 분류 체계에서는 속씨식물군 아래에 목을 따로 두지 않고 윈테라과를 인정했다.